# Hallenhockey-Bundesliga (Herren)
Die Hallenhockey-Bundesliga, genauer 1. Bundesliga, ist die höchste nationale Spielklasse der Herren im deutschen Hallenhockey. Der Spielbetrieb wird vom Deutschen Hockey-Bund organisiert.

## Struktur
Die Hallenhockey-Bundesliga wurde 1973 zunächst mit zwei Gruppen Nord und Süd à acht Teams eingeführt.
Seit der Saison 2000/01 gibt es eine viergleisige Bundesliga mit den Gruppen Nord, Ost, Süd und West zu je sechs Mannschaften. Darunter folgt die 2. Hallenhockey-Bundesliga, die ebenfalls aus vier Staffeln mit je sechs Teams besteht. Anschließend kommen die vier Regionalligen (Süd, West, Ost, Nord). Das letztplatzierte Team jeder Gruppe der 1. Bundesliga steigt in die 2. Bundesliga ab, die Gruppensieger der 2. Bundesligen steigen auf.
Die zwei besten jeder Gruppe der 1. Bundesliga qualifizieren sich für das Viertelfinale um die deutsche Meisterschaft. Die Gruppensieger haben Heimrecht, die Paarungen werden jährlich gewechselt. Die Sieger der Viertelfinale bestreiten die Endrunde, die ebenfalls im K.-o.-System ausgetragen wird. Der Gewinner der Endrunde ist Deutsche Meister und für den EuroHockey Indoor Club Champions Cup startberechtigt.